# Я знаю, что вы сделали прошлым летом (телесериал)
«Я знаю, что вы сделали прошлым летом» (англ. I Know What You Did Last Summer) — американский телесериал в жанре слэшер, основанный на одноимённом романе Лоис Дункан 1973 года, премьера которого состоялась на Prime Video 15 октября 2021 года.
Компания Amazon Studios объявила о разработке сериала в 2019 году, в то время как заказ на полноценный сериал был озвучен в октябре 2020 года. Джеймс Ван и Нил Мориц были назначены исполнительными продюсерами. В январе 2022 года сериал был закрыт.

## Сюжет
Группа подростков случайно сбивает человека на машине. Опасаясь неприятностей, герои сбрасывают тело в море. Но год спустя прошлое само напоминает о себе — неизвестный маньяк, который знает про это происшествие, начинает методично расправляться с друзьями по очереди. Герои должны выявить маньяка, пока не стало слишком поздно. 

## В ролях

### Главные
- Мэдисон Айсмен — Эллисон Грант / Леннон Грант, сёстры-близнецы
- Билли Хэк — Брюс Грант, отец Эллисон и Леннон
- Брианн Тжу — Марго Гилберт, лучшая подруга Леннон и Джонни
- Эшли Мур — Райли Такер, подруга Леннон
- Иезекииль Гудман — Дилан, лучший друг Райли, влюблённый в Эллисон
- Себастьян Аморузо — Джонни, лучший друг Марго
- Фиона Рени — Лайла, шериф полиции в Вай-Хуна
- Кэсси Бек — Кортни Такер, мать Райли
- Брук Блум — Клара, таинственная женщина, связанная с матерью Эллисон и Леннон

### Второстепенные
- Соня Балморес — Мэй Гилберт, мать Марго
- Даниэлль Делоней — Ханна, мать Дилан
- Крисси Фит — Келли, бывшая жена Эрика
- Виктори Шмидт — Улани Калама, женщина-полицейский
- Спенсер Сазерленд — Дейл, местный житель

## Эпизоды
| № | Название                                                                                       | Режиссёр              | Автор сценария                                                           | Дата премьеры   |
| --- | ---------------------------------------------------------------------------------------------- | --------------------- | ------------------------------------------------------------------------ | --------------- |
| 1 | «Это четверг» «It's Thursday»                                                                  | Крэйг Уильям Макнейлл | Сюжет : Сара Гудман и Шэй Хаттен Телесценарий : Сара Гудман и Шэй Хаттен | 15 октября 2021 |
| Близнецы Эллисон и Леннон дерутся на вечеринке в честь окончания учебного года. Леннон спит с Диланом, в которого Эллисон была влюблена в старших классах. Когда Эллисон пытается уехать на машине Леннон, все друзья Леннон, включая Дилана, запрыгивают в машину. Они принимают Эллисон за Леннон. По дороге домой они сбивают Леннон, которую принимают за Эллисон. Компания соглашается сохранить тайну и выбрасывает тело в океан. |                                                                                                |                       |                                                                          |                 |
| 2 | «Это не только для собачьего дерьма» «It's Not Just for Dog Shit»                              | Крэйг Уильям Макнейлл | Сара Гудман                                                              | 15 октября 2021 |
| Разлученные на лето друзья объединяются, чтобы разобраться, кто мог узнать их тайну и кто еще в курсе, что они сделали в прошлом году. По ходу дела они сталкиваются с новым убийством. |                                                                                                |                       |                                                                          |                 |
| 3 | «Голова гориллы не подойдет» «A Gorilla Head Will Not Do»                                      | Логан Кибенс          | Джоанна Стоукс                                                           | 15 октября 2021 |
| Не имея возможности обратиться в полицию, не раскрывая своей тайны, вся команда пытается разгадать её самостоятельно. Появляются новые тела — герои понимают, что их преследуют. |                                                                                                |                       |                                                                          |                 |
| 4 | «Горячий салат с креветками» «Hot Shrimp Salad»                                                | Логан Кибенс          | Фиби Фишер                                                               | 15 октября 2021 |
| Эллисон раскрывает секреты своей близняшки и начинает опасаться самого худшего. Кажется, она знает истинную личность человека, убившего ее знакомых. Местные жители шокированы новыми происшествиями. |                                                                                                |                       |                                                                          |                 |
| 5 | «Мукбанг» «Mukbang»                                                                            | Бенджамин Семанофф    | Гари Тьеш                                                                | 22 октября 2021 |
| Сотрудники правоохранительных органов допрашивают жителей города, которые имели хоть какое-то отношение к жертвам. Друзья уверены, что с делом связана городская сумасшедшая. Они ищут доказательства. |                                                                                                |                       |                                                                          |                 |
| 6 | «По крайней мере, у вас был запасной» «Least You Had a Spare»                                  | Бенджамин Семанофф    | Лана Чоу                                                                 | 29 октября 2021 |
| Эллисон сталкивается с ещё более разрушительными истинами. В это время остальные члены команды пребывают в отчаянии. Они бросают все силы на то, чтобы найти пропавшего без вести товарища. |                                                                                                |                       |                                                                          |                 |
| 7 | «Если бы только собаки могли говорить» «If Only Dogs Could Talk»                               | Логан Кибенс          | Шаконн Мартин-Беркович                                                   | 5 ноября 2021   |
| Полицейские торопятся поймать убийцу до того, как будет объявлено об очередной жертве. Поначалу кажется, что преступления прекратились. Но вскоре сотрудники правопорядка делают чудовищное открытие. |                                                                                                |                       |                                                                          |                 |
| 8 | «Ваша следующая жизнь может быть намного счастливее» «Your Next Life Could Be So Much Happier» | Логан Кибенс          | Сара Гудман                                                              | 12 ноября 2021  |
| Эллисон и её выжившие друзья сталкиваются с болезненными истинами из прошлого, когда, наконец, раскрывается шокирующая правда о личности убийцы. Для многих эта правда – со смертельными последствиями. |                                                                                                |                       |                                                                          |                 |

## Производство
26 июля 2019 года, стало известно, что Amazon Studios разрабатывает идею телесериала по оригинальному фильму. Нил Мориц выступит исполнительным продюсером, а Джеймс Ван — режиссёром пилотного эпизода. 14 октября 2020 года Amazon заказал пилотную серию.
11 января 2021 года было объявлено, что главные роли исполнят: Мэдисон Айсмен, Брианн Тью, Иезекииль Гудман, Эшли Мур, Себастьян Аморузо, Фиона Рене, Кэсси Бек, Брук Блум и Билл Хек. 28 января 2021 года Соня Балморс получила второстепенную роль.
Съёмки сериала начались 25 января 2021 года на острове Оаху.

## Релиз
Премьера сериала на Amazon Prime Video состоялась 15 октября 2021 года. Первые четыре эпизода стали доступны сразу, а остальные — еженедельно.
7 января 2022 года стало известно, что Amazon Prime закрыл сериал после первого сезона.

## Реакция
На сайте-агрегаторе Rotten Tomatoes сериал имеет среднюю оценку в 41% на основе 46 рецензий со стороны критиков. Консенсус сайта гласит: "Бескровный слэшер, который не вызывает никаких эмоций, «Я знаю, что ты делал прошлым летом» рубит на корню свой убийственный сюжет, изобилующий сюжетными дырами и неудовлетворительными поворотами". 
На сайте Metacritic сериал имеет оценку в 45 баллов из 100 на основе 14 отзывов со стороны критиков, что указывает на «смешанные или средние отзывы». 
Меган Наварро из Bloody Disgusting поставила сериалу три звезды из пяти. Наварро написала: «Фантастические смерти и захватывающая детективная история увлекают, даже несмотря на то, что главные герои, которых в основном не любишь, вызывают противоречивые чувства». Она добавила: «Чем дальше развивается сюжет, тем мрачнее он становится. Сериал полностью справляется с задачей создания непредсказуемой детективной истории, которая продолжает удивлять. Когда вы думаете, что раскрыли тайну, сериал делает шокирующий поворот налево», — и в заключение она написала, что «они могут не очень нравиться зрителям, но медленное раскрытие их личностей и множества секретов всё равно делает просмотр увлекательным». 
Эдан Джувет из Screen Rant похвалил адаптацию и использование «королевы крика следующего поколения» Тжу, написав, что актриса «смеётся, кричит и в совершенстве исполняет свою роль главной героини сериала».